# Кабельная стяжка
Кабельная стяжка (хомут кабельный) — крепёжное изделие для связки электрических проводов и кабелей в единый пучок.

## История

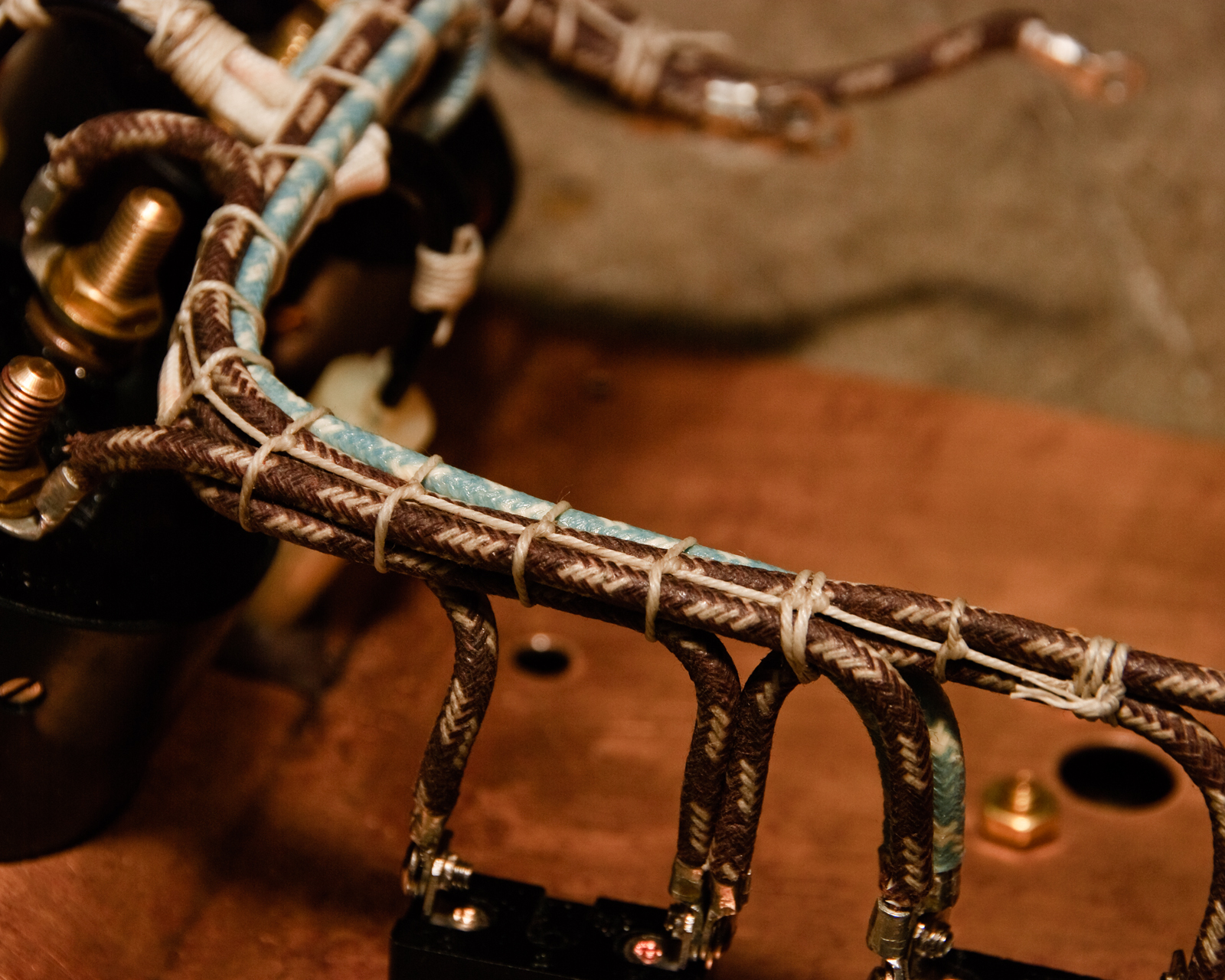
Пучки кабелей, соединённые вощёной нитью

Кабельные стяжки были изобретены инженером Маурусом Логаном из американской компании Thomas & Betts и запатентованы им под торговым названием Ty-Rap. В 1956 году во время экскурсии на производство самолётов «Боинг» Логан наблюдал устройство кабельной проводки при помощи вощёной нити с туго затягиваемыми вручную узлами, не щадившими пальцы сборщиков. Он предположил, что можно найти более лёгкий способ выполнения этой важной задачи. После множества экспериментов с различными инструментами и материалами 24 июня 1958 года был подан патент на изобретение, описывающий кабельную стяжку.
Логан закончил карьеру в должности вице-президента компании по исследованиям и развитию, умер в 2007 году в возрасте 86 лет.
Первые стяжки изготавливались из нержавеющей стали, и только после 1968 года в США стали использовать различные виды нейлона и пластика.

## Описание
Кабельные стяжки (хомуты) предназначены для крепления и/или маркировки кабелей и организации кабельных трасс. Стяжки используются для крепления кабелей между собой, к кабельным лоткам и другим конструкциям. Работа стяжек основана на принципе храпового механизма: одна из плоских сторон стяжки имеет ребристую поверхность, один из концов стяжки имеет ушко с язычком. Когда свободный конец стяжки вставляется в ушко, то язычок перескакивает по выступам ребристой поверхности и блокирует движение в противоположном направлении.
Стяжка представляет собой полоску из гибкого прочного полимера. Стяжки различаются по цветам в зависимости от предназначения и материала, также могут иметь различные длину, ширину, толщину. Цвет часто указывает на предназначение стяжек: к правило, стойкие к солнечному ультрафиолету стяжки, предназначенные для использования вне помещений, имеют чёрный цвет, а используемые в кабельных лотках или на рабочих местах для организации прокладки кабелей стяжки могут быть полупрозрачными для меньшей заметности. На производстве, особенно в пищевой промышленности, для исключения попадания инородных тел в продукцию используются стяжки ярких контрастных цветов, иногда — с металлическими вставками или из металлосодержащего пластика для последующего детектирования и удаления.

## Классификация
Стяжки классифицируются по ряду признаков:
- По механическим свойствам — способности выдерживать механические нагрузки;
- По температурным свойствам — определяется температурным диапазоном, в котором стяжки сохраняют свои свойства, а также минимальной температурой при монтаже;
- По стойкости к внешним воздействиями — стяжки из чистого нейлона разрушаются под воздействием солнечного ультрафиолета, поэтому для внешней прокладки используют специальные типы стяжек, обычно чёрного цвета; здесь же классифицируется стойкость стяжек к коррозии и воздействию химических веществ;
- По размерам - стяжки могут иметь различную длину и ширину, во многом определяющие их эксплуатационные свойства;

Стяжки могут быть как одноразовые, так и многоразовые. Существуют также маркировочные стяжки, имеющие площадки для нанесения меток либо использующиеся с комплектом наборных символов, надевающихся на стяжку. Специальные разновидности стяжек используются в медицине, в охране правопорядка (как гибкие наручники), в транспортной отрасли в виде гибких одноразовых пломб с защитой от снятия без повреждений.

## Галерея

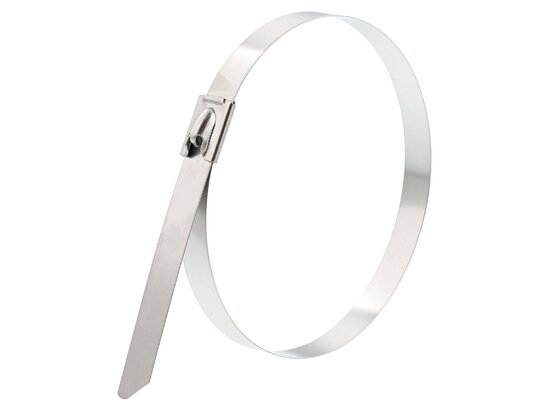
Стальная кабельная стяжка
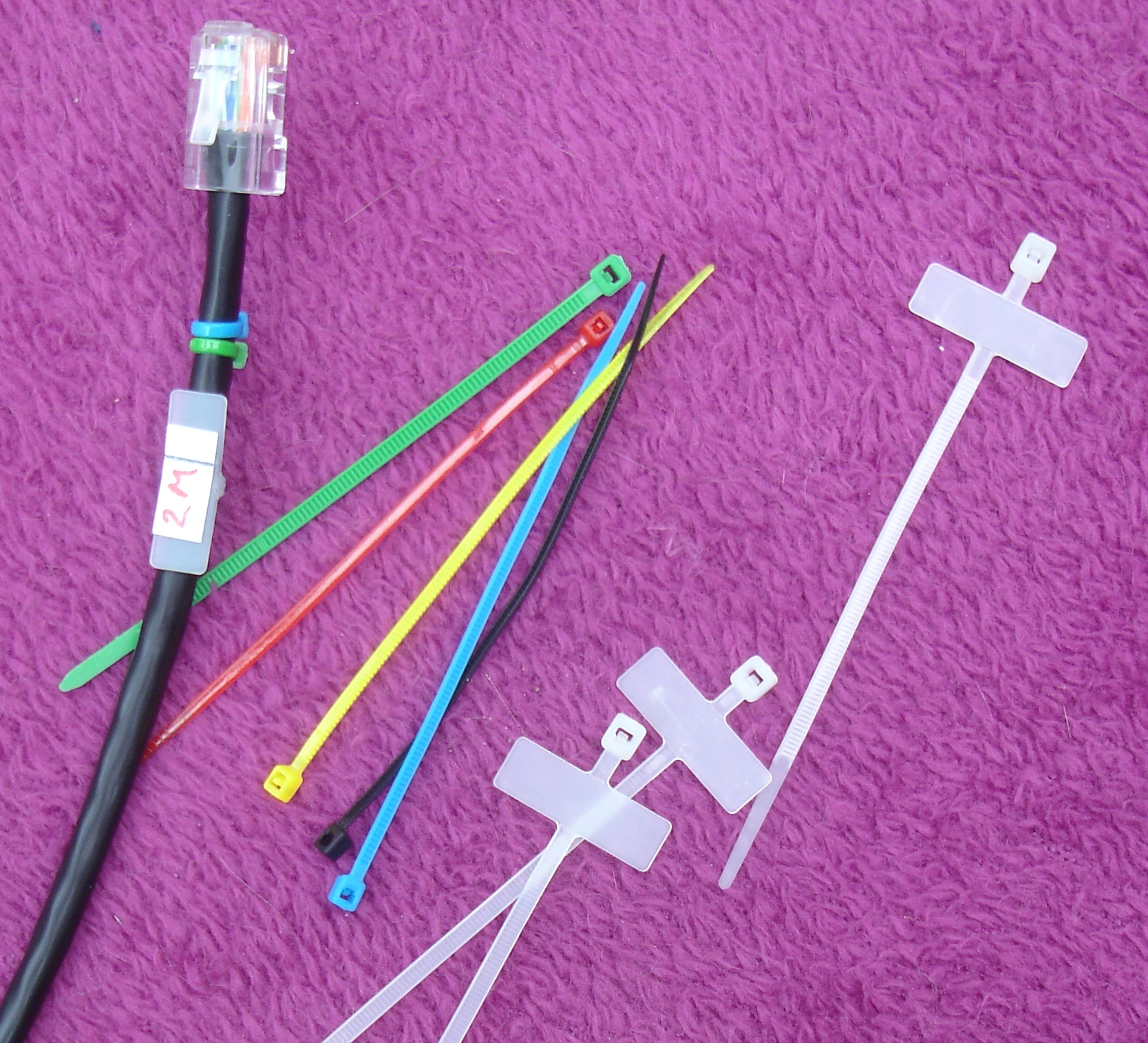
Цветные пластиковые кабельные стяжки и стяжки с маркировочными площадками
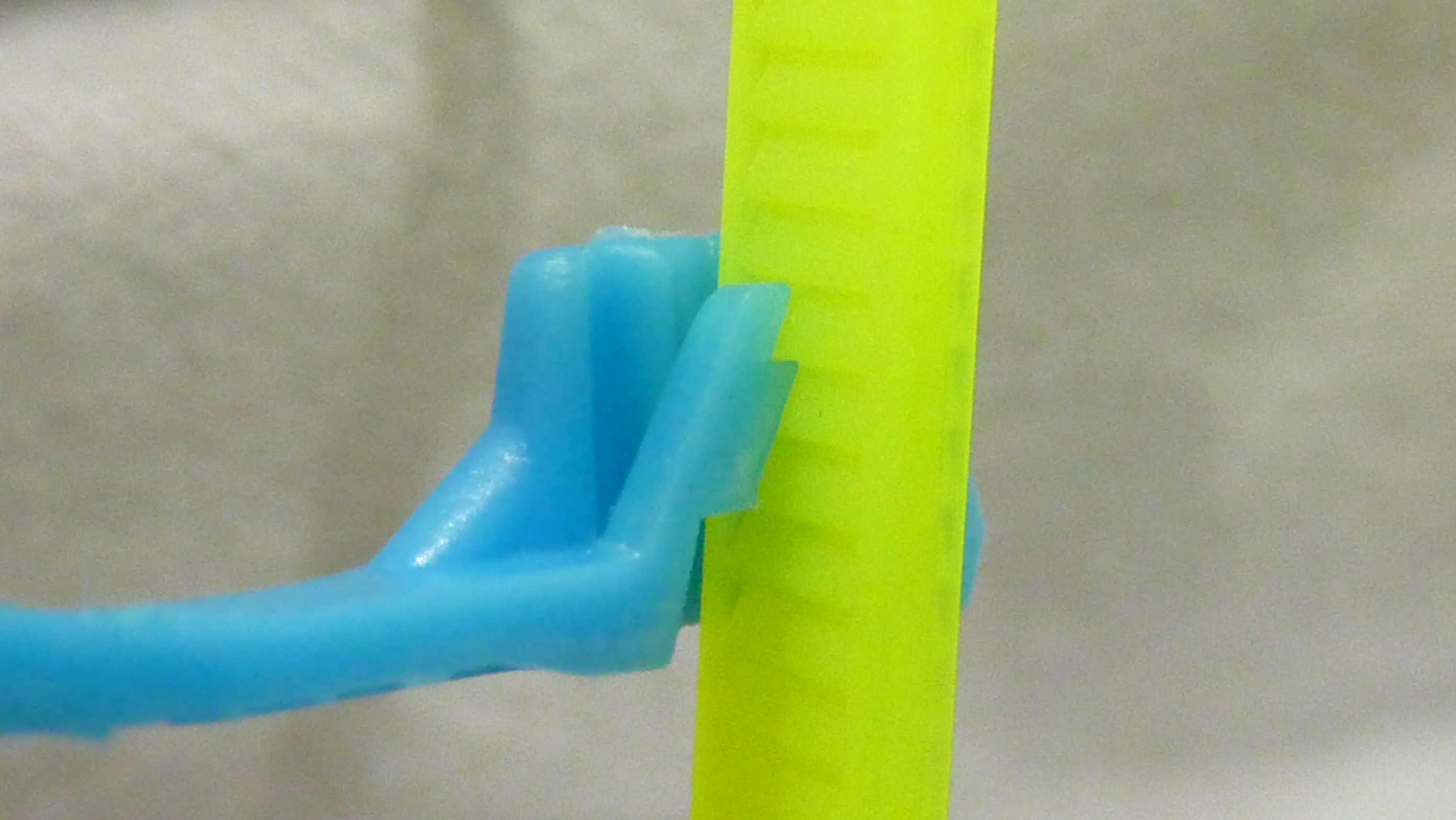
Храповой механизм кабельной стяжки в разрезе
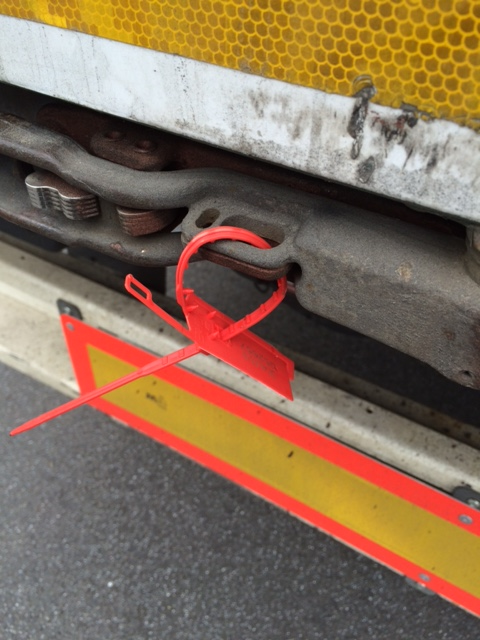
Запорно-пломбировочное устройство в виде стяжки
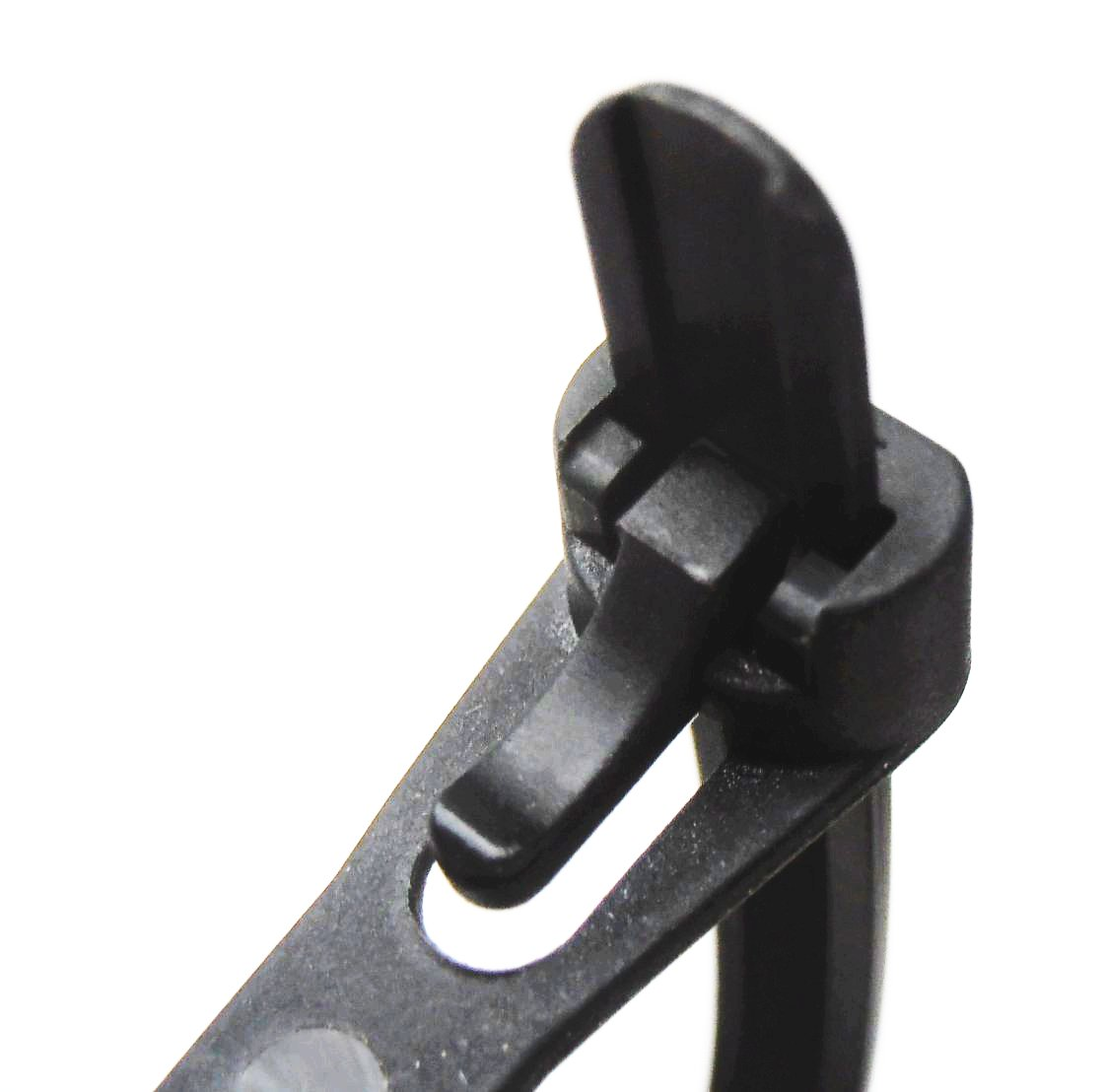
Расстёгивающийся замок многоразовой кабельной стяжки
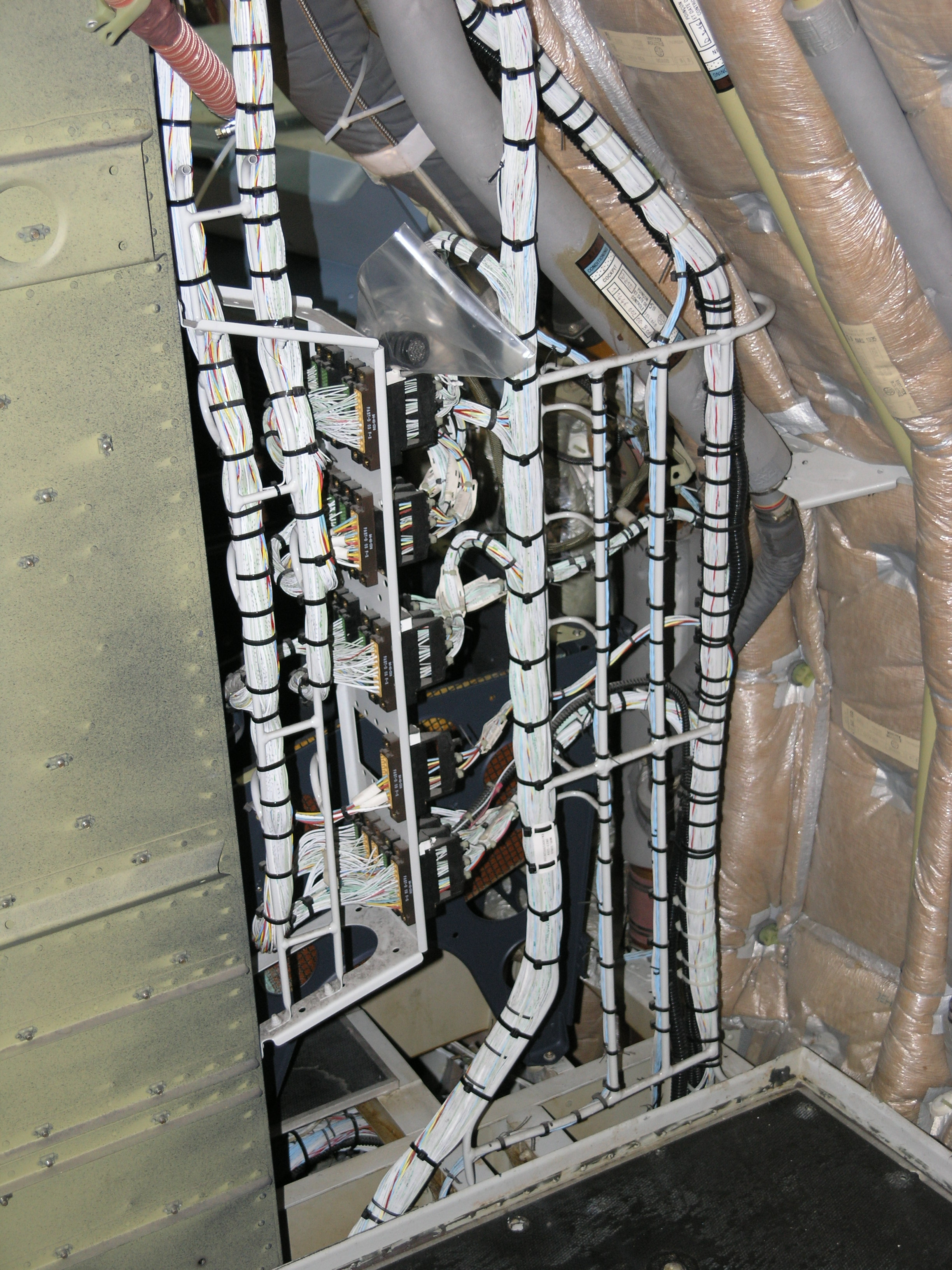
Пучки кабелей со стяжками в самолёте Airbus A320, 2005 год
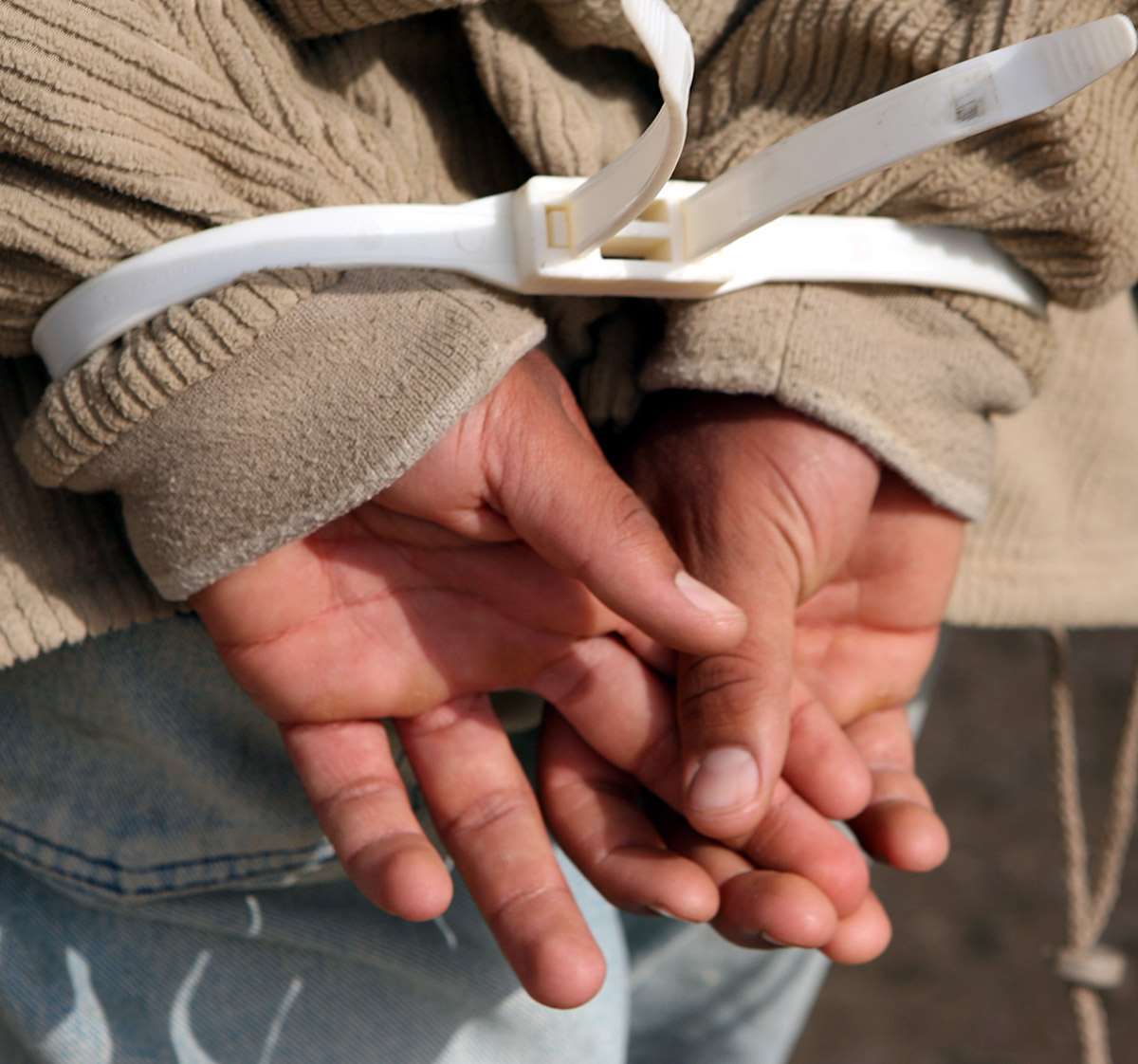
Пластиковые наручники